# マイラーゴ
マイラーゴ（伊: Mairago）は、イタリア共和国ロンバルディア州ローディ県にある、人口約1,400人の基礎自治体（コムーネ）。

## 地理

### 位置・広がり

#### 隣接コムーネ
隣接するコムーネは以下の通り。
- ブレンビオ
- カヴェナーゴ・ダッダ
- オッサーゴ・ロディジャーノ
- セクニャーゴ
- トゥラーノ・ロディジャーノ

### 気候分類・地震分類
気候分類では、zona E, 2579 GGに分類される。
また、イタリアの地震リスク階級 (it) では、zona 3 (sismicità bassa) に分類される。

## 人物

### 著名な出身者
- アゴスティーノ・バッシー - 18-19世紀の昆虫学者。